# Trütlisbergpass

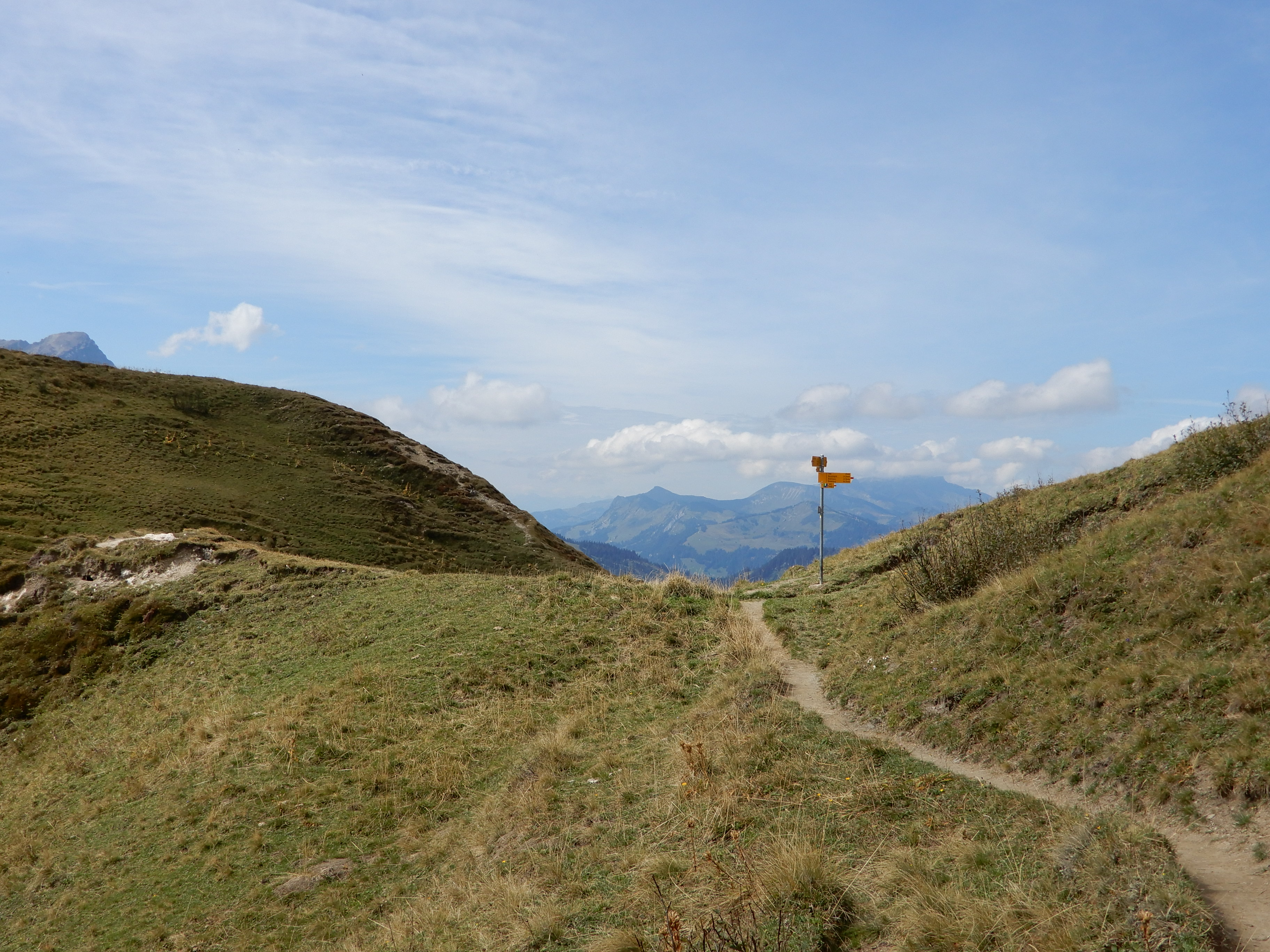
Der Trütlisbergpass

Der Trütlisbergpass ist ein Gebirgspass in den Berner Alpen im Kanton Bern. Auf einer Höhe von 2033 m ü. M. verbindet er die Orte Lauenen (1252 m) und Lenk (1068 m). Über den Pass führt ein Saumpfad, Wanderweg und die Via Alpina (R102).
Der Pass liegt zwischen der Tube (2106 m) im Norden und dem Stübleni (2109 m) im Süden.